# Lucien Bianchi

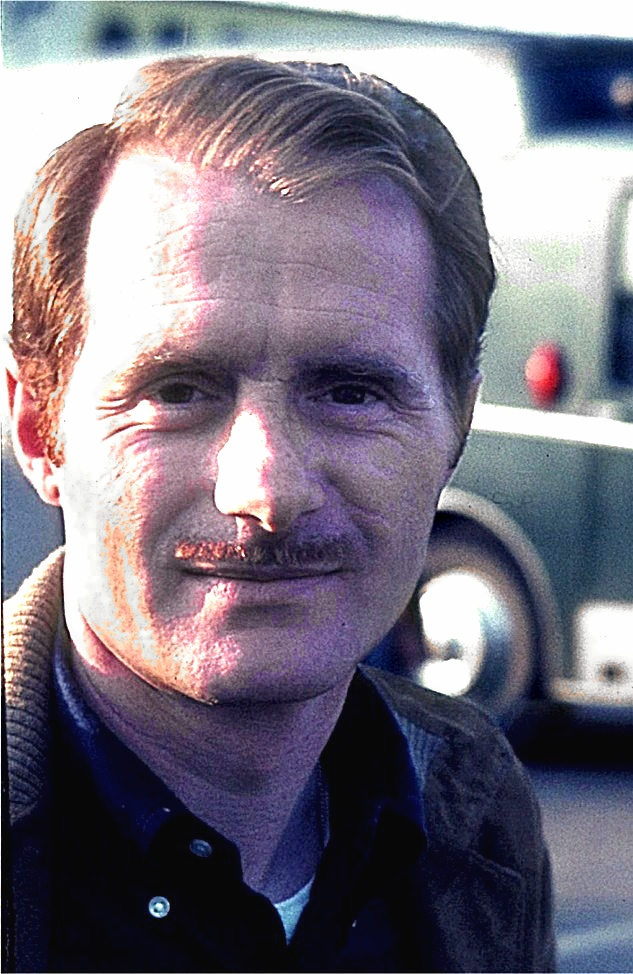
Lucien Bianchi 1968

Lucien Bianchi (Milaan (Italië), 10 november 1934 - Le Mans (Circuit in Frankrijk), 30 maart 1969) was een Italo-Belgisch Formule 1-coureur.
Bianchi, geboren uit Italiaanse ouders, kwam als kind naar België toen zijn vader begon te werken voor de amateurracer Johnny Claes. In 1944 verkreeg hij de Belgische nationaliteit. Hij reed zijn eerste Formule 1-race in 1960 met een oude Cooper en reed kort in een Emeryson die werd beheerd door de Ecurie Nationale Belge. Andere teams waar hij heeft voor gereden zijn Lotus, Lola en Emeryson.
Hij reed in verschillende disciplines zoals touring, sportscars en rally en was zeer succesvol in alle disciplines, met als belangrijkste overwinning de 24 uren van Le Mans in 1968 aan het stuur van een Ford GT40 samen met Pedro Rodríguez. Nog in 1968 nam hij met een Citroën DS deel aan de Londen-Sydney marathonrally. Deze stond hij op het punt te winnen toen hij op zowat 150 km voor de finish frontaal in botsing kwam met een auto die niet aan de wedstrijd deelnam en tot opgave gedwongen werd.
In 1969 vervoegde hij het Cooper-BRM F1 team voor zijn eerste volledige F1-seizoen maar begin 1969 verongelukte hij in zijn Alfa Romeo T33 Sportscar die tegen een telefoonpaal vloog gedurende testen in Le Mans.
Een van de bochten op het Circuit Zolder werd naar hem vernoemd.

## Trivia
- Lucien en zijn jongere broer Mauro figureerden ook in de Franse stripreeks Michel Vaillant. Zij waren de eerste bestaande coureurs die in de strip opdoken.